# 21 cm Kanone 39
Il 21 cm Kanone 39, abbreviato in 21 K 39, era un cannone pesante d'assedio cecoslovacco utilizzato dalla Wehrmacht durante la seconda guerra mondiale.

## Storia
Il cannone fu progettato alla fine degli anni trenta dalla Škoda a doppio impiego, pesante campale e costiero. I cannoni, denominati K 52, erano destinati alla Turchia. Erano stati consegnati due esemplari quando nel marzo 1939 la Cecoslovacchia venne occupata dalla Germania nazista e la produzione venne dirottata in favore dello Heer.
Sulla storia dello sviluppo del cannone da parte dei tedeschi le fonti sono contraddittorie. Alcune sostengono che la versione K 39/40 ebbe solo lievi modifiche mentre sulla versione successiva K 39/41 venne aggiunto un freno di bocca. Altri autori sostengono che entrambe le suddette versioni avessero il freno di bocca e che le modifiche sul K 39/41 riguardarono alcuni accorgimenti per semplificare la produzione. In totale, per la Wehrmacht furono prodotti 60 cannoni delle varie versioni.
Il K 39 e le sue varianti servirono come artiglieria mobile solo con gli Artillerie-Abteilungen 767 e 768; ogni battaglione era organizzato su tre batterie, ciascuna equipaggiata con 2 cannoni. Entrambi i battaglioni erano stati mobilitati in aprile-maggio 1940, ma non si sa parteciparono alla battaglia di Francia. Per l'Operazione Barbarossa il 767 venne assegnato alla 6. Armee del Heeresgruppe Süd, con la quale partecipò all'assedio di Odessa e di Sebastopoli. Il Artillerie-Abteilung 768 fu inizialmente assegnato alla 4. Armee del Heeresgruppe Mitte ma venne rapidamente trasferito al Heeresgruppe Nord per supportarlo nell'assedio di Leningrado. Con l'inizio dell'Operazione Blu alla fine di giugno 1942 il Artillerie-Abteilung 767 venne convertito su armi più piccole, mentre il 768 venne assegnato alla 18. Armee dell'Heeresgruppe Nord.
Sette cannoni K 39 furono assegnati alla difesa costiera della Norvegia, mentre 13 K 39/40 erano schierati in Francia e 6 in Norvegia. Il 6 giugno 1944, una batteria schierata nei settori interessati dallo sbarco in Normandia colpì ed affondò il cacciatorpediniere USS Corry.
Nove di queste armi furono vendute alla Svezia nel 1944, dove furono utilizzate per equipaggiare tre batterie costiere mobili pesanti. I cannoni, denominati 21 cm kanon m/42, rimasero nel parco dell'esercito svedese fino al 1982, anche se l'addestramento ai pezzi era terminato nel 1972.

## Tecnica

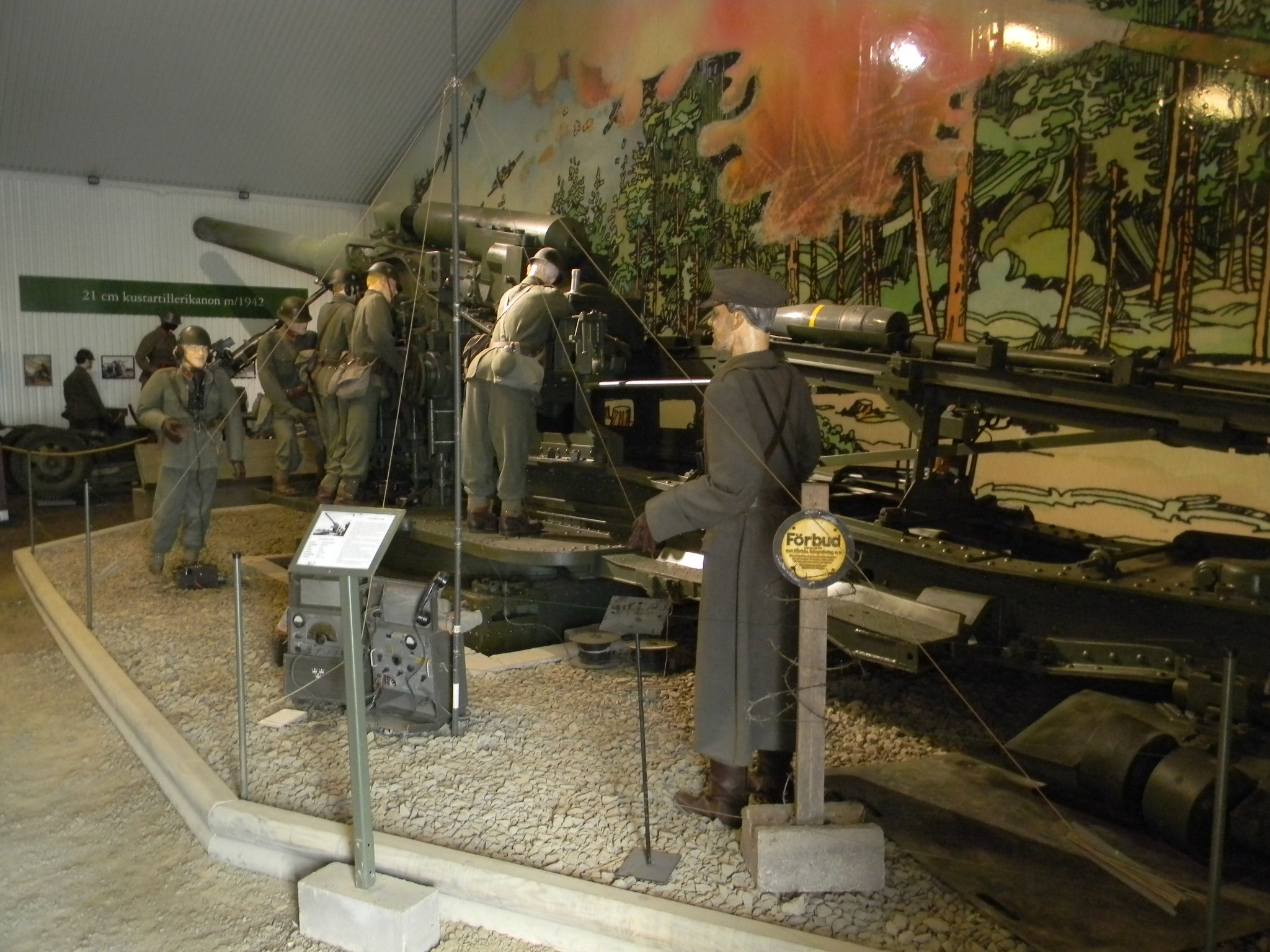
21 cm kanon m/42 in un museo svedese.

A differenza dell'otturatore a cuneo standard tedesco, che richiedeva l'impiego di bossoli metallici per sigillare la camera di scoppio, la Škoda impiegava un otturatore a vite interrotta tipo de Bange. Questo sistema riduceva la cadenza di tiro ma aveva il grande vantaggio economico di impiegare cariche di lancio in sacchetti di tela, risparmiando così l'ottone o l'acciaio dei bossoli. Altra particolarità era la canna monoblocco sottoposta ad autoforzamento; questa era ottenuta da un pezzo unico d'acciaio espanso radialmente sotto pressione idraulica. Questa lavorazione irrobustiva l'acciaio, che poteva così resistere alle sollecitazioni dei gas di sparo pur essendo più facile e veloce da produrre rispetto alle tecniche tradizionali di cerchiatura.
L'affustino ruotava a 360°, tramite cuscinetti a sfera, sulla piattaforma a cassone del sotto-affusto. La coda dell'affustino poggiava su un carrello a rulli che poggiava su una guida metallica circolare, permettendo il brandeggio. Per il trasporto il K 39 veniva scomposto in tre carichi: la canna veniva trasferita su rimorchio a due assi, mentre all'affustino ed al sotto-affusto venivano sollevati su due assali con ruote pneumatici. La messa in batteria richiedeva dalle 6 alle 8 ore, soprattutto per interrare il cassone del sotto-affusto.

## Munizionamento
Le granate utilizzate da K 39 pesavano 135 kg. Quella originale cecoslovacca, la 21 cm Gr 39(t), ad alto esplosivo, aveva due spolette, a bocchino posteriore e bocchino anteriore, ed era caricata con 18,8 kg di TNT. L'equivalente tedesca 21 cm Gr 40 mancava della spoletta posteriore, aveva la corona di forzamento in rame più avanzata sul corpo bomba e, dietro a questa, un involucro di metallo sottile contenente grafite per lubrificare la canna e ridurre l'usura. La granata 21 cm Gr 39 Be era la munizione perforante antibunker cecoslovacca con spoletta posteriore, cappuccio balistico e manicotto addizionale, caricata con 8,1 kg di TNT. Era disponibile anche una munizione perforante tedesca, la 21 cm PzGr 39, caricata con 2,8 kg di miscela PETN/cera.
Il K 39 impiegava una carica di lancio in tre sacchetti, per un peso totale di 37,5 kg. Nel K 39/41 il peso totale della carica era di 55 kg: la carica base (kleine Ladung) pesava 21,5 kg ed aveva l'innesco cucito alla sua base; davanti a questa potevano essere cucite due cariche supplementari (Vorkart) con un altro innesco. La carica media mittlere Ladung consisteva della carica base più la seconda carica, mentre la carica completa (grosse Ladung) era costituita dalla carica base e le due cariche supplementari.